# إيميلي بووث
إيميلي كاثيرين بووث (بالإنجليزية: Emily Booth)‏ وهي ممثلة و مذيعة تلفزيونية إنكليزية بريطانية ولدت في يوم 26 أبريل 1976 في مدينة تشستر في مقاطعة تشيشير في إنجلترا في المملكة المتحدة.

## وصلات خارجية
- إيميلي بووث على موقع IMDb (الإنجليزية)
- إيميلي بووث على موقع ألو سيني (الفرنسية)
- إيميلي بووث على موقع أول موفي (الإنجليزية)
- إيميلي بووث على موقع قاعدة بيانات الفيلم (الإنجليزية)
- إيميلي بووث على موقع كينوبويسك (الروسية)